# Susanna Bouis Gutiérrez
Susana Bouis Gutiérrez (Barcelona, novembre de 1967) és una política catalana.
És llicenciada en Veterinària per la Universitat Autònoma de Barcelona, diplomada en Veterinària de Salut Pública per l'Institut Universitari de Salut Pública de Catalunya de la Universitat de Barcelona i diplomada en Sanitat per l'Institut d'Estudis de la Salut del Departament de Sanitat de la Generalitat. En l'àrea professional ha desenvolupat la seva activitat en diverses clíniques i ha estat docent al Centre de Capacitació Agrària de Monells de la Selva (Girona). També es va graduar en Direcció General per l'IESE (Universitat de Navarra), i es va diplomar en direcció executiva per ESADE.
Va treballar com a assessora de diputats del Grup Popular i del Grup Mixt al Parlament de Catalunya, fins que el 1996 fou nomenada directora del Gabinet Tècnic de la Delegació del Govern a Catalunya. El maig de 2002 fou nomenada subdelegada del Govern a Barcelona. És casada i té dos fills. A nivell laboral, és tècnic superior en Veterinària de l'Institut Municipal de Salut Pública de l'Ajuntament de Barcelona, en situació d'excedència. Fou nomenada delegada del Govern espanyol a Catalunya entre 2003 i 2004 El 2011, Artur Mas la va fitxar com a Directora general de la Funció Pública, dins de l'equip de la vicepresidenta Joana Ortega. Mantindria el càrrec fins a l'aplicació de l'Article 155 de la Constitució espanyola de 1978 l'octubre de 2017.